# Tom Avni
Tom Avni (en hébreu: תום אבני) est un acteur et présentateur de télévision israélien.

## Biographie
Tom Avni est né le 20 avril 1986 à Eilat, d'une mère originaire d'Algérie, et d'un père d'origine Polonaise et Lithuanienne, qui fut un des fondateurs du Dolphin Reef à Eilat.

## Carrière artistique
Tom Avni a démarré sa carrière très jeune, à lâgre de 10 ans, en interprétant le rôle de Mowgli dans la représentation du Livre de la Jungle sous forme de comédie musicale. Il a par la suite participé à plusieurs autres comédies musicales, comme "King of Siam" (2000), "Tiny" (2002), "Tom Sawyer et Huckleberry Finn" (2003) ainsi que "Aladdin" (2004).
En 1998, il joue le rôle principal dans le film israélien Super Boy.
En 2002, âge de 16 ans, il devient présentateur pour la chaîne israélienne Arutz HaYeladim qui diffuse des programmes pour enfants. De 2005 à 2008, il accomplit son service militaire au sein de l'unité chargée de l'éducation.
Il renoue avec le cinéma avec Lior Ashkenazi and Gal Zeid dans le film de Sigal Avin intitulé "You Will Know No More Sorrow".

## Vie privée
Tom Avni est marié à la chanteuse Liraz Charhi. Le couple a deux filles.

## Filmographie

### Au cinéma
- 1998: Super Boy
- 2010: You Will Know no More Sorrow
- 2016: Past Life (Jeremy Kotler)
- 2021: Image of Victory (Yarah Bleiberg)

### À la télévision
- 2003: Rincón de Luz (série argentine)
- 2011: Urim VeTumim (Beni Meltzer)
- 2011: Savrei Maranan (Adam Rosen)
- 2018: State Rules (Yanir Nehushtan)
- 2020: Valley of Tears (Captain Tamir)
- 2023: The Malevolent Bride (Dov Baer)